# Palacio de Chiloeches (Santoña)

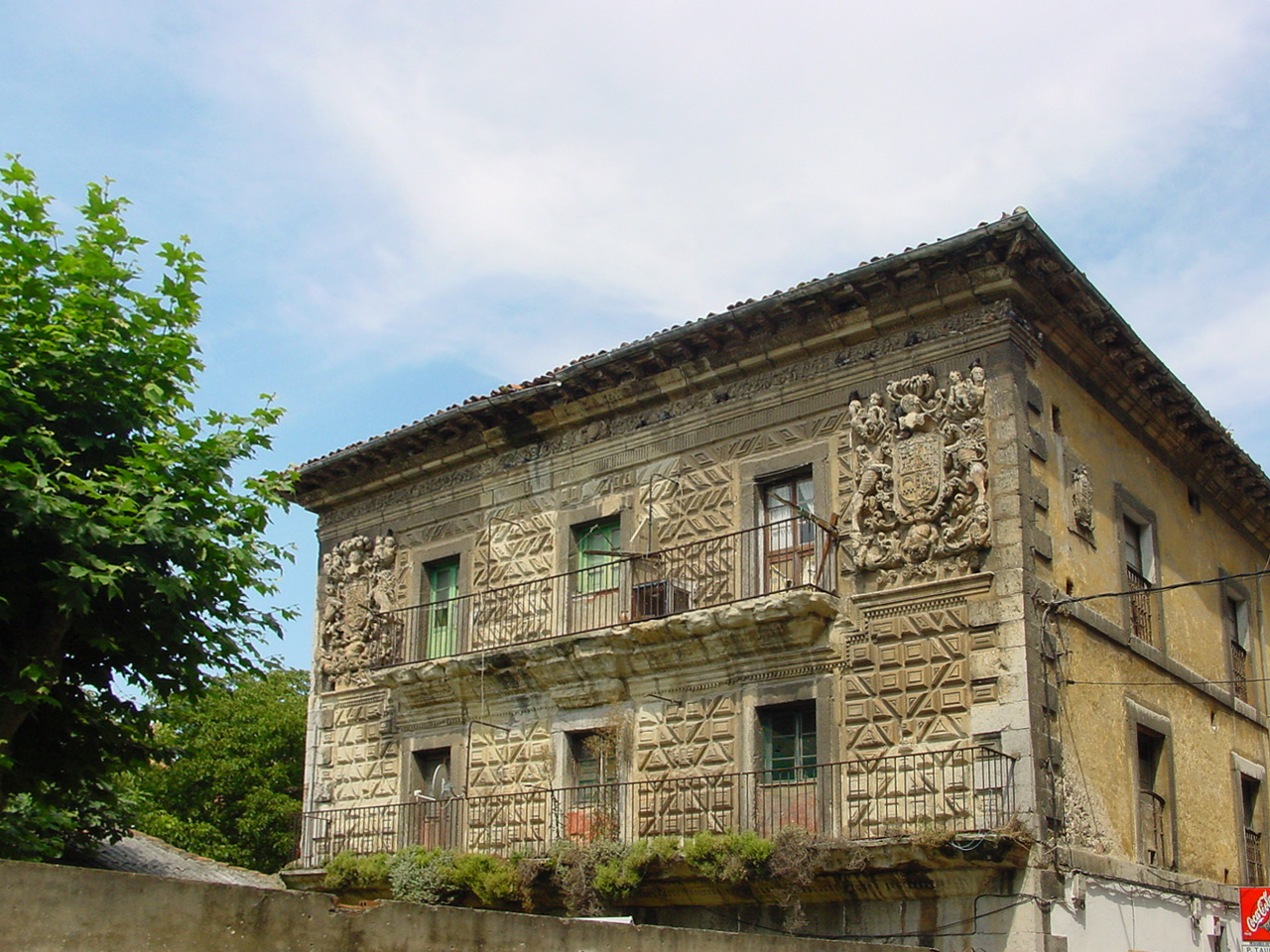
Fachada y lateral del palacio.

El palacio de Chiloeches o antiguo Hospital Militar se encuentra en la ciudad de Santoña, en Cantabria (España). Mandado construir por Antonio Ortiz de Santelices, marqués de Chiloeches en los primeros años del siglo XVIII. En este palacio nació su hijo Ramón Ortiz Otáñez, teniente general de la Real Armada. El edificio tuvo diversos usos a través del tiempo; a mediados del siglo XIX fue la sede del Hospital Militar hasta la guerra civil española, en que se habilitó como cárcel. En 1972 fue declarado bien de interés cultural. En la actualidad es de propiedad privada y se encuentra en estado ruinoso.

## El edificio
Data de los primeros años del siglo XVIII. De planta en "L" con tres pisos y tejado a cuatro aguas. La fachada principal tiene un cuerpo bajo de piedra caliza de sillería, una puerta de entrada y ventanas adinteladas. Las dos plantas siguientes están edificadas con sillares de almohadillado con decoración de rombos y espigas. La cornisa muestra una decoración vegetal.

Los extremos del tercer piso están decorados con dos escudos barrocos bastante grandes, de ornamentación exuberante a base de elementos mitológicos y emblemas de heráldica correspondientes a las distintas casas nobiliarias propietarias del inmueble. En la fachada lateral izquierda también puede verse los mismos escudos pero más pequeños y menos ornamentados. Los escudos están divididos en 4 cuarteles con las siguientes armas:

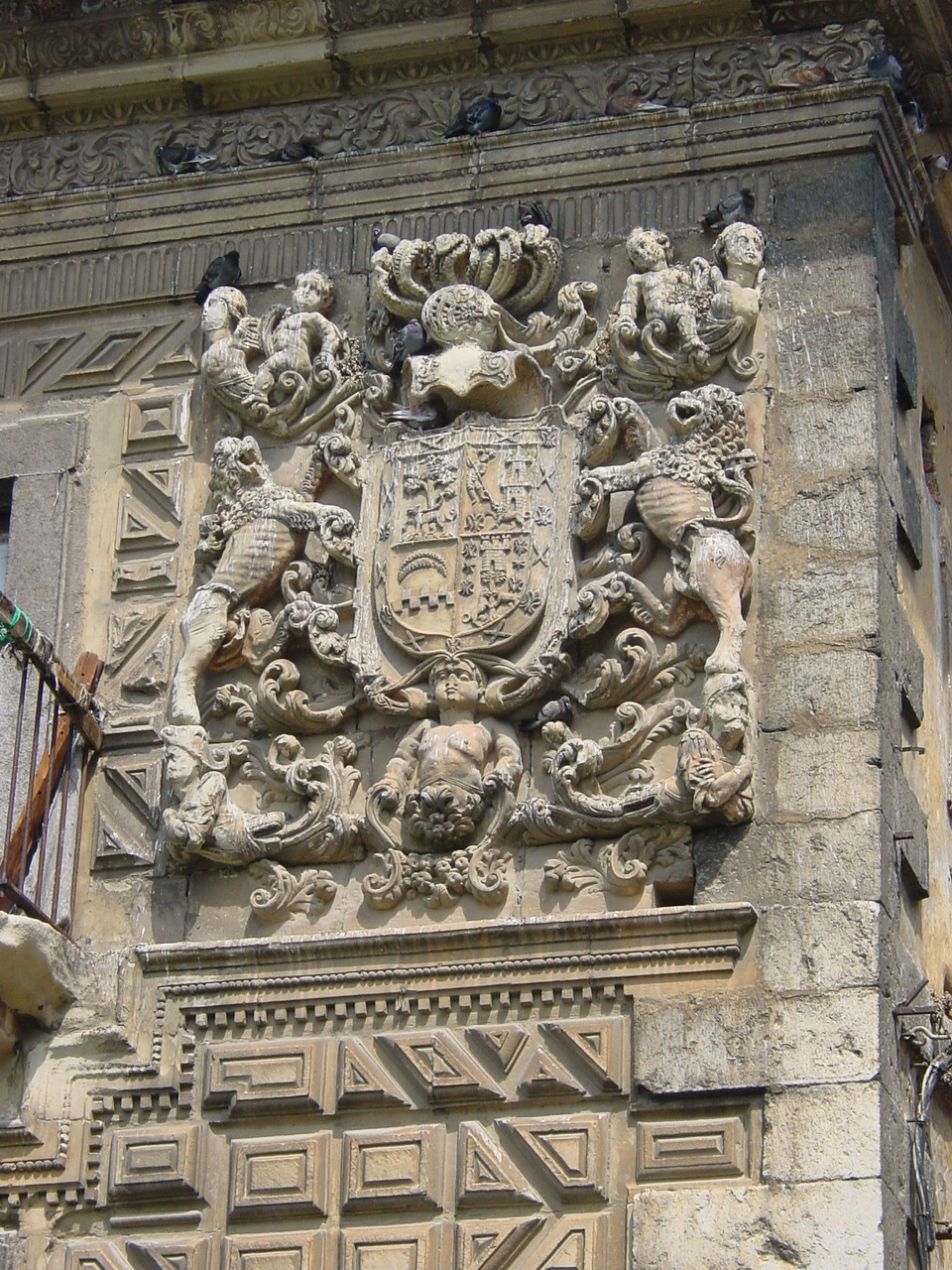
Escudo de la fachada principal.

- Izquierda arriba: Armas de Maeda con un árbol y dos manos unidas
- Derecha arriba: Guerrero que alancea un perro subido en una flor de lis, y a su derecha una torre.
- Izquierda abajo: Armas de los Corral con luna menguante bajo la cual hay 7 escaques alternos.
- Derecha abajo: Armas de los Castillo con árbol y 2 perros en la puerta del castillo y a ambos lados una flor de lis y una estrella.[2]

El palacio tuvo distintos usos a lo largo de su existencia. En la segunda mitad del siglo XIX albergó las oficinas de la Aduana. Más tarde pasó a ser el Hospital Militar de la villa. Durante la guerra civil española se utilizó como cárcel y después de la guerra albergó por algún tiempo una escuela. En el año 2022 fue adquirido por la corporación municipal de Santoña y se ha rehabilitado por completo el tejado del edificio.